# Baalberger Kultur
Die Baalberger Kultur (auch Baalberge-Kultur) war eine frühe voll ausgebildete jungneolithische Kultur mit Fundstätten in Mitteldeutschland und Böhmen. Benannt wurde sie nach dem Erstfund im Schneiderberg von Baalberge, Salzlandkreis, in Sachsen-Anhalt. Sie wird zu den Trichterbecherkulturen gerechnet und ist in Deutschland deren fundreichste Erscheinung. Im Mittelelbe-Saale-Gebiet fällt sie in die Trichterbecherphasen TRB-MES II und III. Aufgrund der Probleme beim Kulturbegriff in der Archäologie wird heute vor allem vom Baalberger Keramikstil gesprochen.

## Forschungsgeschichte

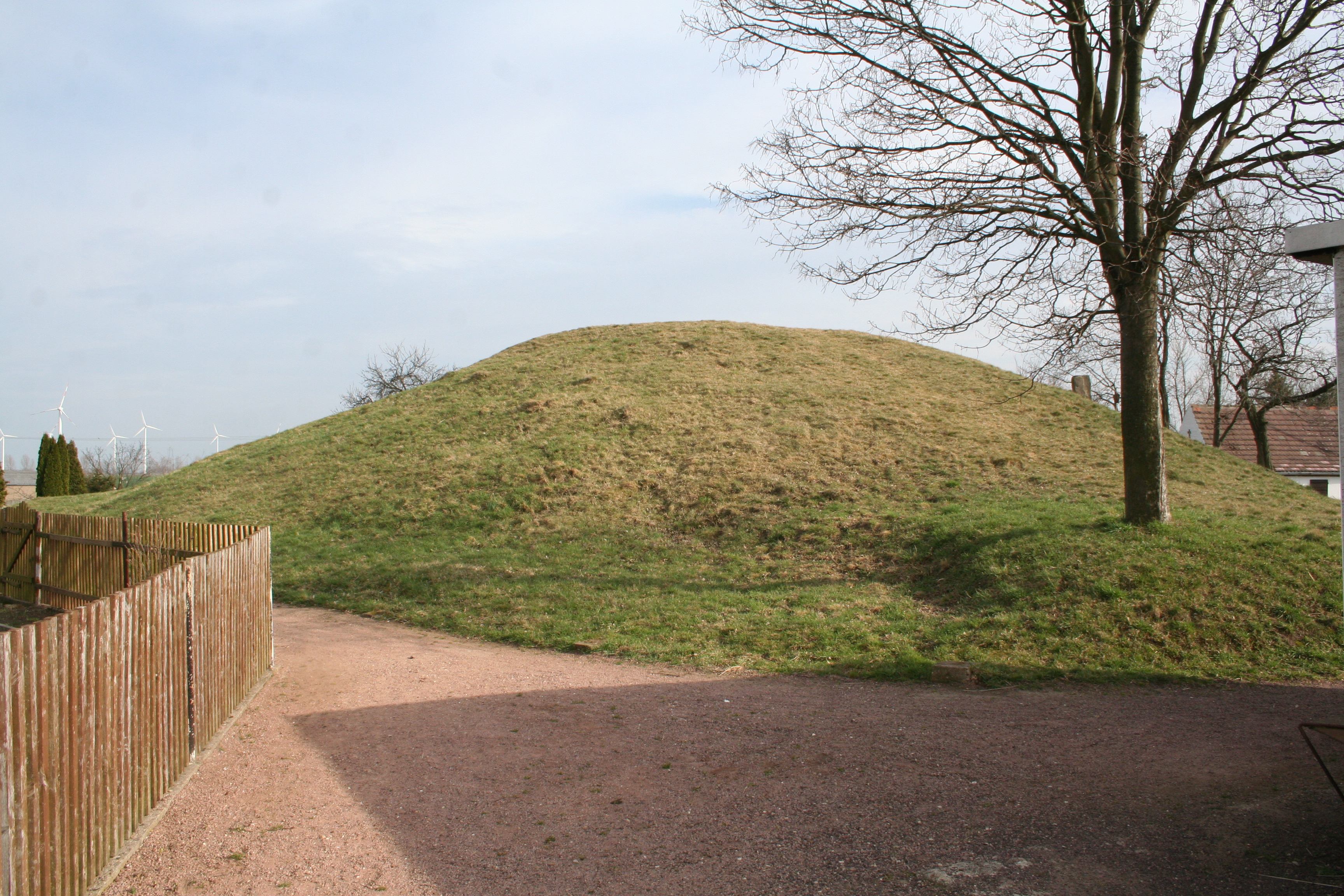
Der Schneiderberg in Baalberge ist der namensgebende Fundort für die Baalberger Kultur

Als selbstständige Gruppe wurde die Baalberger Kultur zuerst von Nils Niklasson und Paul Kupka auf Grund der Gefäßtypen erkannt. Zuvor war sie dem Bernburger Typ zugeordnet. Kupka fasste die zum Bestand der Baalberger Kultur gehörenden Funde unter dem Namen 'mitteldeutsche Pfahlbaukeramik' zusammen. Durch Paul Grimm erfolgte die erste Aufteilung in eine Früh-, Hoch-, Spät- und Voraunjetitzer Stufe 1937. Paul Kupka und C. J. Becker parallelisierten die Baalberger Gruppe mit der nordischen Trichterbecherkultur. Joachim Preuß unterschied innerhalb der Baalberger Kultur eine ältere und eine jüngere Phase nach Totenorientierung und Gefäßprofilierung.
Typenkombination und Horizontalstratigraphie im Gräberfeld von Zauschwitz, Kr. Borna. Naturwissenschaftliche Daten belegen allerdings, dass die chronologische Teilung nicht relevant ist und es sich nach Johannes Müller eher um soziale Gruppen handelt, die im entsprechenden Typenspektrum sichtbar werden.

## Siedlungsforschung
Das Siedlungsgebiet ist in sich geschlossen, wobei das Hauptverbreitungsgebiet im mittleren Elbe-Saale-Gebiet (MES) liegt. Weitere Fundstellen befinden sich in Mecklenburg-Vorpommern und Brandenburg, in Böhmen und mit Einzelfunden bis Niederösterreich. Das Verbreitungsgebiet reicht weiter nach Norden als das der Rössener Kultur.

## Siedlungen
Siedlungen sind nur unzureichend bekannt. Meist durch Gruben mit typischem Siedlungsinventar (Ton, Stein, Knochenmaterial), Herdstellen und zusammenhängenden Pfostenlöchern weniger Einzelhäuser in zum Teil ausgedehnten Siedlungen (Braunsdorf, Kr. Merseburg).
Hausformen rechteckig bis quadratisch, mittlere Größe.
Rechteckig bis ovale Grubenhäuser
Siedlungsgruben - Nutzung als Vorrats-, Abfall- und Opfergruben.
Größte Siedlung in Pirkau Kr. Hohenmölsen – Notbergungen, aber keine Belege für Häuser.
Funde wurden auf der umwallten Siedlung von Halle (Saale) Dölauer Heide gemacht.

## Materielle Kultur

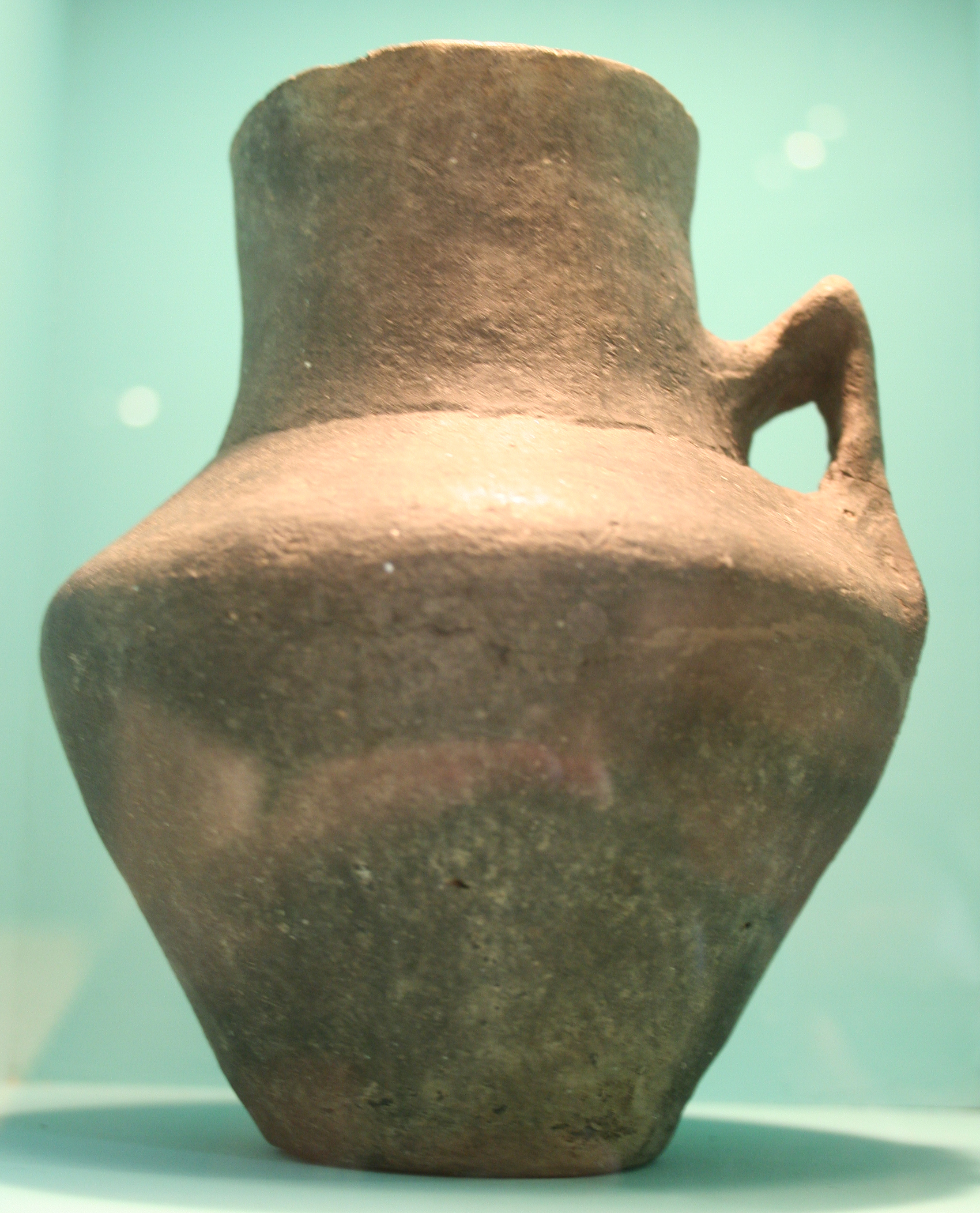
Krug der Baalberger Kultur aus Winningen, Sachsen-Anhalt; Museum für Vor- und Frühgeschichte, Berlin

Weitgehend unverzierte Ware, die einen klar in Hals, Schulter und Unterteil gegliederten Gefäßaufbau aufweist. Kräftige Profilierung, rundbauchig, alle Gefäße mit deutlich abgesetztem Standboden. Einstich- und Stempelmuster in Hals und Schulterbereich.
Hauptformen: Amphoren, Henkelkannen, Tassen, Trichterbecher und Trichterrandschalen.
Die Gefäßtypen, soweit sie als Grabkeramik Verwendung fanden, werden sehr gut durch die Funde von Halle (Saale), Dölauer Heide, repräsentiert.
Typisch für die Baalberger Kultur ist eine graubraune, lederartige Oberfläche. Im Bruch weisen die Scherben eine dunkelgraue bis schwarze Färbung auf.
Der gesamte Keramikbestand bildet im Verbreitungsgebiet der Baalberger Kultur einen in sich geschlossenen Formenkreis.
Amphoren: zwei-, vier- und mehrhenklig Gefäßform variiert zwischen eiförmig doppelkonisch und rundbauchig
Kannen: Baalberge erste Kultur, die Kannen aufweist
Hals meist trichterförmig gestaltet
Tassen: meist kleiner Standfläche
Trichterbecher: hohe schlanke Trichterbecher mit kleiner Standfläche
Schalen: schrägwandige Schalen, ausladende Trichterrandschalen mit abgesetztem Boden und Knickwandschalen
Tongeräte: konische Schöpfer oder Löffelchen
Steingeräte: kurze gedrungene rundnackige Axt aus geschlossenem Fund von (Chörau, Kreis Köthen und Warle, Kreis Wolfenbüttel),
Flache Felsgesteinbeile mit rechteckig abgerundetem Querschnitt.
Feuersteinkleingerät wie Querschneider, dreieckige Pfeilspitzen (Quenstedt, Kreis Hettstedt), Klingen und Klingenschaber.
Die Kupferfunde der Baalberger Kultur gehören mit zu den ältesten Nachweisen im mitteldeutschen Endneolithikum.

## Wirtschaftsweise
Angebaut wurden Emmer, Einkorn, Zwergweizen und Gerste. Haustiere waren Rinder, Schweine, Schafe und Ziegen.

## Grab- und Bestattungssitten

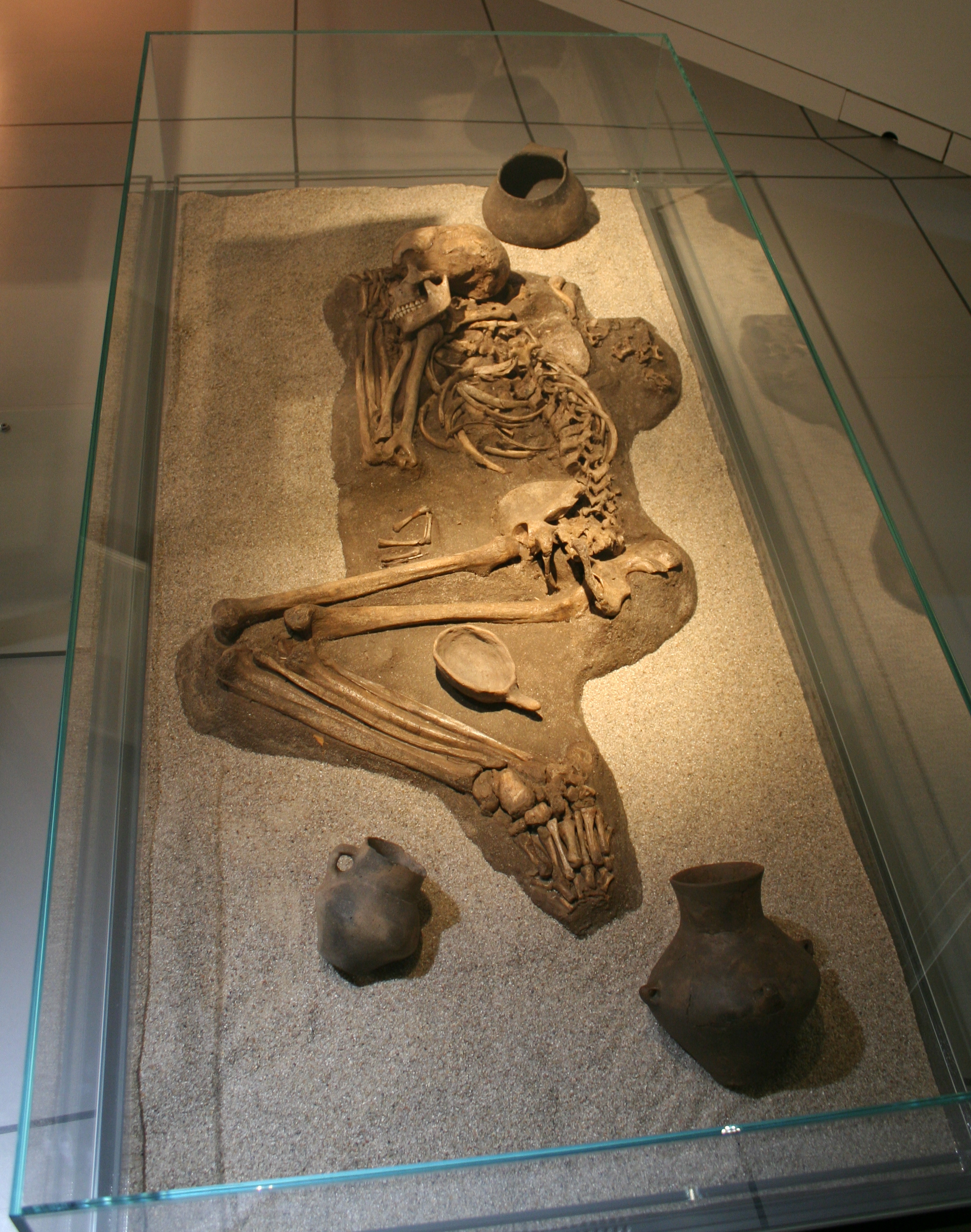
Bestattung einer 18-jährigen schwangeren Frau der Baalberger Kultur aus Zauschwitz, 3800-3500 v. Chr.; Staatliches Museum für Archäologie Chemnitz

Bei den Grabformen handelt es sich hauptsächlich um Einzelgräber. Ein größeres Gräberfeld befindet sich in Zauschwitz (Landkreis Leipzig). Daneben kommen Doppel- (Schalkenburg bei Quenstedt) und Grubenbestattungen vor. Eine Sonderform stellen Siedlungs- und Teilbestattungen dar.
An Grabformen erscheinen einfache Erdgräber sowie als Neuerung Anlagen mit Grabarchitektur. Auch die ersten mitteldeutschen Hügelgräber zählen zu dieser Kultur. Baalberge ist die erste Kultur, die im Grabbau megalithische Einflüsse in Form von Gräbchenanlagen, Hügeln mit Einfassungen und Steinkisten erkennen lässt. Dazu zählen seltene schwere, entweder in den Boden eingesenkte oder oberirdisch errichtete Steinkisten, sowie Plattengräber. Andere Grabanlagen lassen Steinpackungen, Holzeinbauten oder die Kombination von Stein- und Holzbau erkennen.
Hügelgräber: Enthalten Erd- und Steinkistengräber als Primärbestattungen.
Im Grabhügel Pohlsberg von Latdorf, Salzlandkreis, fand sich eine eingesenkte Steinkiste, die von einem 25 m langen trapezförmigen Hünenbett umgeben war. In den Erdgräbern der Baalberger Kultur sind Körpergräber üblich. Die Toten liegen sehr einheitlich in west-ost-orientierter Hockerlage. Einige Körpergräber werden von viereckigen und trapezförmige Gräbchen umschlossen. 1966 verzeichnete J. Preuß 116 Grabenanlagen im mitteldeutschen Verbreitungsgebiet. Die 1952 von W. Matthias ausgegrabene Grabanlage von Stemmem ist 16,4 m lang und knickt an beiden Enden rechtwinklig ab. Sie wurde zuerst als Umfassungsgraben einer Baalberger Bestattung angesehen.
1983 führte G. Möbes eine Reihe von Neufunden aus Thüringen auf. In Großbrembach, bei Sömmerda umschloss eine annähernd viereckige Anlage mit abgerundeten Ecken bei Abmessungen von 10,8 × l0,4 m zwei Süd-Nord ausgerichtete rechte Hocker. Das Gräbchen wird als teils flach, teils muldenförmig eingetieft beschrieben. Helle Bänder in der humosen Einfüllung lassen an ein Zufließen durch Wasser denken. Aunjetitzer Steinpackungsgräber am Rand belegen, dass der Flachhügel noch gut erkennbar gewesen sein muss. Eine ähnliche Anlage wurde 1974 auf dem Sommerberg bei Großfahner in der Nähe von Erfurt untersucht. Es handelte sich um ein Trapez, gebildet aus einem bis zu 2,3 m breiten Graben in den Abmessungen von 19/17 × 15,5/14,5 m. Die Westseite wurde von einer kleinen schnurkeramischen Totenhütte mit mehreren Skeletten überlagert. Ein schnurkeramisches Grab im Zentrum verrät ebenfalls, dass diese ungefähr 1000 Jahre nach ihrer Errichtung noch sichtbar gewesen sein muss. Auch hier wurden gebänderte Einfüllungen festgestellt.
Als Grabbeigaben wurden Gefäße, darunter Kombinationen von Kanne und Tasse gefunden.

## Religion und Kult
Ein Glaube an ein Weiterleben nach dem Tod (oder im Grab) ist durch Grabbeigaben belegt.
Kultische Befunde: Erfurt Melchendorf – angekohlte menschliche und tierische Skelettreste in einer Grube Wansleben, Kreis Eilsleben – Schädeldeponierung aufrechtstehender menschlicher Schädel zwischen zwei Sandsteinplatten, darüber Deckplatte mit Rindergehörn.

## Chronologisch kulturelle Einbindung
Ältere Ausprägung der Trichterbecherkultur zwischen 3.800 u. 3.400 v. Chr. Der Baalberger Keramikstil gehört den mitteldeutschen Trichterbecherphasen TRB-MES II (3800–3500 v. Chr.) und TRB-MES III (3500–3350 v. Chr.) an. Er entwickelt sich aus der Phase TRB-MES I (4100–3800 v. Chr.), in der südöstliche und westliche Einflüsse zu Innovationen führen (Michelsberg und Spätlengyel).
Es folgt eine komplexere Gesellschaft ab 3350 v. Chr. in der Phase TRB-MES IV mit unterschiedlichen Zierstilen (Salzmünde, Walternienburg, Bernburg).